# Lake Saint Clair
Lake Saint Clair es un lugar designado por el censo ubicado en el condado de Franklin en el estado estadounidense de Misuri. En el Censo de 2020 tenía una población de 825 habitantes y una densidad poblacional de 380,18 habitantes por km². Fue incluido como CDP en el censo de 2020. 

## Geografía
Lake Saint Clair se encuentra ubicado en las coordenadas 38°19′21″N 90°59′55″O / 38.32250, -90.99861.Según la Oficina del Censo de los Estados Unidos,  tiene una superficie total de 2,17 km², de la cual 1,87 km² corresponden a tierra firme y 0,30 km² a agua.